# Jüdischer Friedhof (Niederstetten)

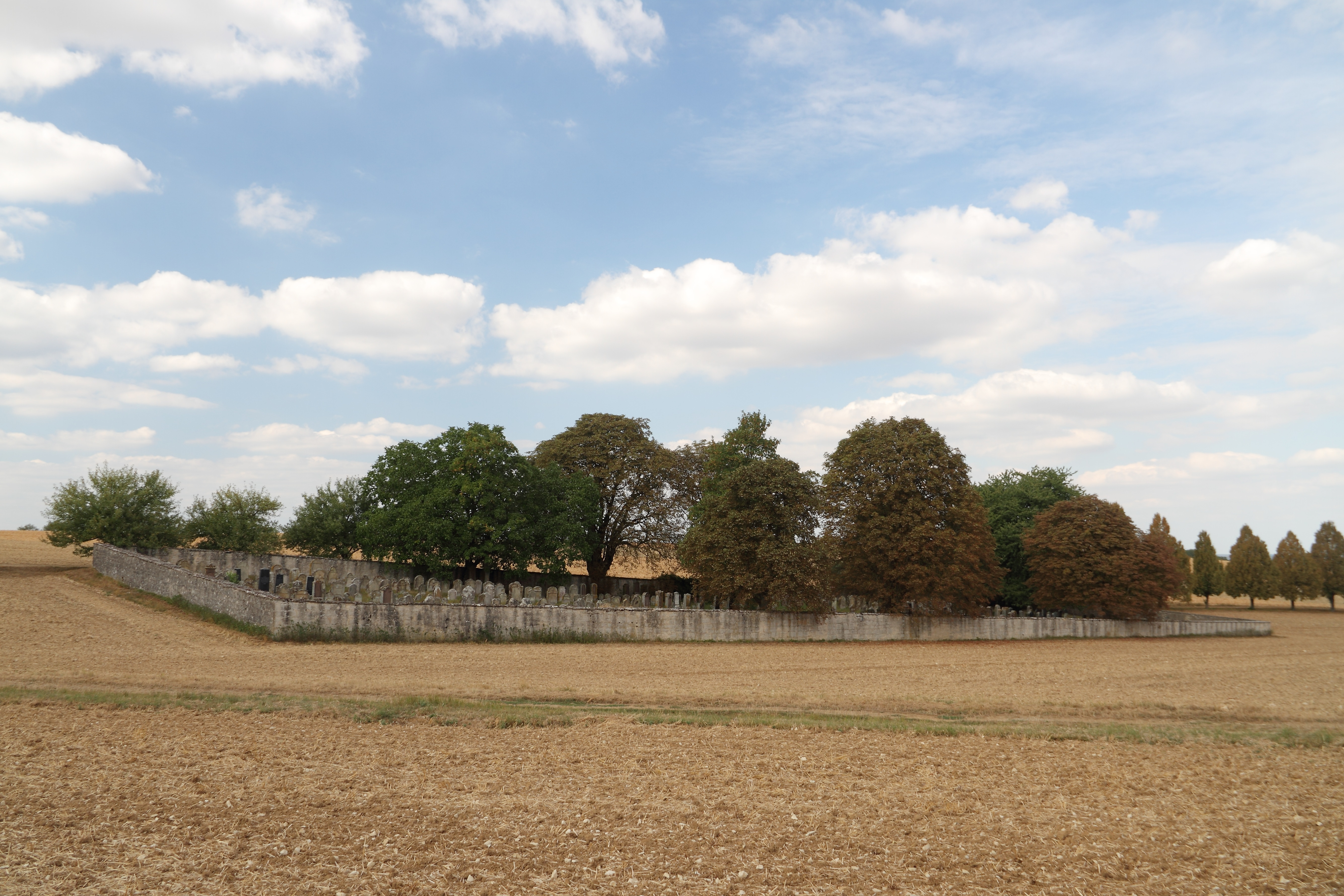
Jüdischer Friedhof in Niederstetten (Herbst 2018)

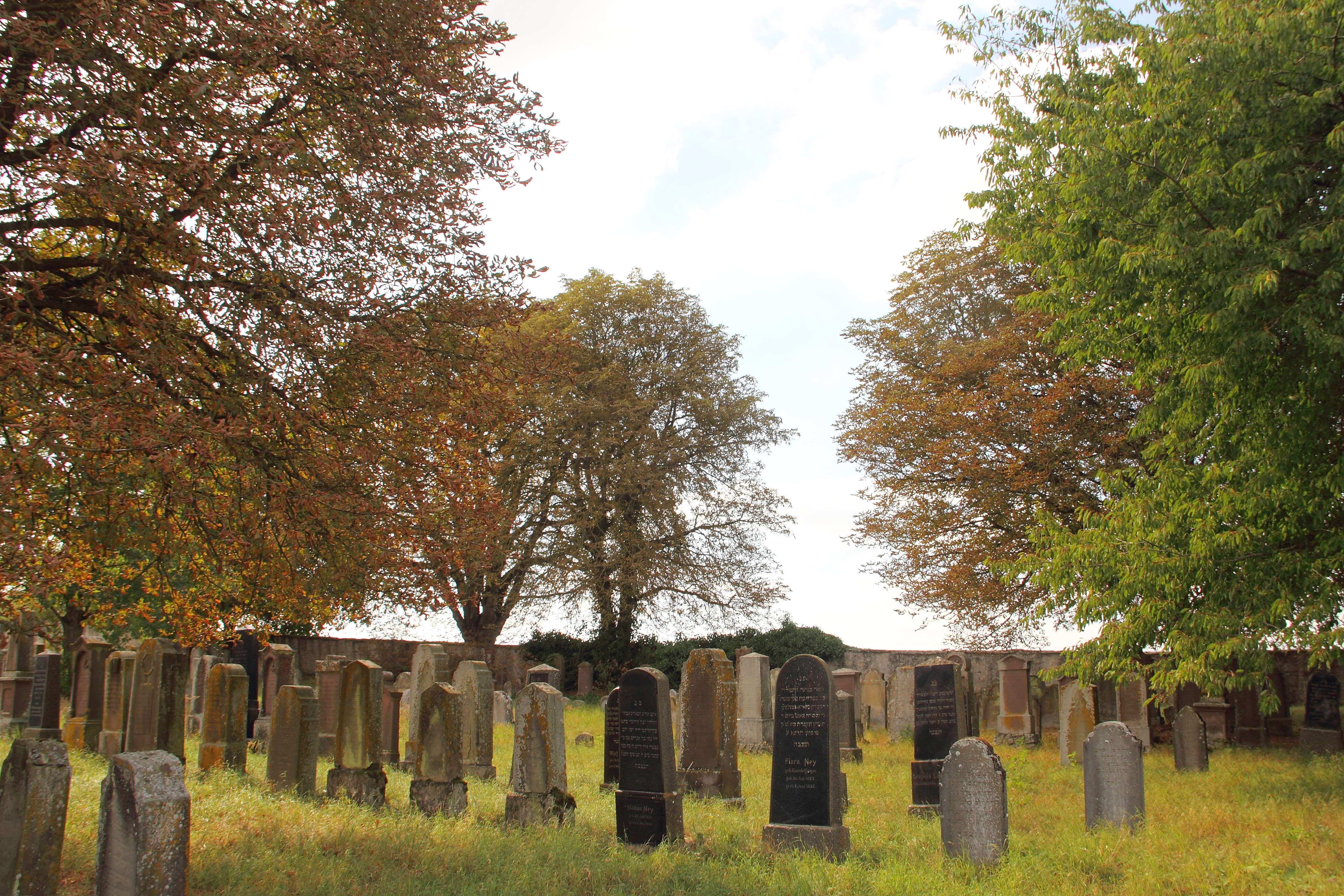
Grabsteine

Der Jüdische Friedhof Niederstetten ist ein jüdischer Friedhof in Niederstetten, einer Stadt im Main-Tauber-Kreis im nördlichen Baden-Württemberg. Der jüdische Friedhof ist ein Kulturdenkmal der Stadt Niederstetten.

## Geschichte
Die Toten der jüdischen Gemeinde Niederstetten wurden zunächst auf dem jüdischen Friedhof Schopfloch oder jüdischen Friedhof Unterbalbach, seit 1730 auf dem jüdischen Friedhof Weikersheim beigesetzt. 1737 wurde ein eigener Friedhof errichtet, der letztmals 1933 vergrößert wurde. Der jüdische Friedhof im Gewann Salmhof hat eine Fläche von 35,69 Ar. Heute sind noch 478 Grabsteine vorhanden, der älteste Grabstein ist von 1739. Die letzte Bestattung fand 1939 statt.
Zeitweise wurden hier auch Juden aus Archshofen, Creglingen, Gerabronn und Mulfingen beigesetzt.
Im Jahr 1989 wurden vom Zentralarchiv zur Erforschung der Geschichte der Juden in Deutschland Fotos von allen Grabsteinen erstellt. Unter Verwendung dieser Fotos wurde 1996 eine Grunddokumentation des jüdischen Friedhofs durch das Landesamt für Denkmalpflege Baden-Württemberg erstellt.